# 旧姓
旧姓（きゅうせい）とは、結婚や養子縁組などにより、所属する家族が変更する以前の姓（氏）を指す。夫婦同姓制度に基づいて旧姓が発生する場合がほとんどであり、夫婦別姓制度が導入されている場合は、旧姓の概念は発生しにくい。日本以外では、ほとんどの国家で夫婦別姓が選択性も含めて取り入れられている（詳細は夫婦別姓#各国の状況）。以下、断りのない限り日本の事例について述べる。

## 概要
日本の民法では、結婚する夫婦は国際結婚の場合を除き夫か妻のいずれかの姓に統一するために、夫が妻の姓に改姓するか、妻が夫の姓に改姓するかをしなければならない。
2023年に婚姻届を提出した夫婦の94.5%が、妻が夫の姓に改姓している。研究者、弁護士、ジャーナリスト等、氏名の一貫性が強く要求される職業が存在するため、氏名の一貫性を維持することが困難になるとして課題となっている。職場で旧姓を使用することは、会社が許可した場合のみ可能である。そのため、旧姓の通称使用拡大や、選択的夫婦別姓制度を希望する声が強くなってきている。
未成年者の親が離婚等して子供が片親の籍に入る場合、それまでの姓は旧姓となる。かつては婚姻関係を終了した場合は旧姓に戻らなければならなかったが（例外として配偶者側の姓となるための氏の変更届を家庭裁判所が認めた場合があった）、1976年6月に民法が改正され、配偶者側の姓のままでいることが可能となった。
未成年者の親が再婚して姓が変わった場合は、子も姓が変わることでそれまでの姓が旧姓となる。実際には母親が再婚した場合、多くが継父の姓を名乗ることが多い。
養子縁組の場合、養子が養親の姓に改める決まりとなっているので、養子にとって縁組前の姓は旧姓となる。ただし、既婚者で戸籍筆頭者ではない者が姓の異なる者を養親とした場合は姓は変更されない。
戸籍の筆頭者が姓を変更する際において成年の子が同一戸籍の姓を変更したくない場合は分籍届を提出すれば、元の姓のままでいることが可能となる。
成人の姓の変更は、自分の意思でなされるのに対し、未成年者の姓の変更は自分の意思でなされないこと、言い換えれば親の都合でなされることには注意しなければならない。ただし、未成年でも出産した場合や非嫡出子を認知した場合は親の戸籍から分籍する形で新戸籍が編成されるため、親である戸籍の筆頭者が姓を変更する形で子について姓が変更されることはなくなる。

## 旧姓の通称使用
夫婦同姓を維持するための選択的夫婦別姓の代替策として旧姓を通称として使用することや、それを業務等で認めることを旧姓通称使用あるいは旧姓通称利用というが、業務上の旧姓通称使用は、1988年（昭和63年）に富士ゼロックスにおける就業規則改正が始まりで、国家公務員でも2001年（平成13年）から認められるようになった。2010年（平成22年）の時点の産労総合研究所の調査によれば、回答があった192社のうち、旧姓使用を認めているのは55.7%、従業員1千人以上の企業で71.8%となっている。
旧姓を通称として用いるための証明として用いることができる書類等としては、旧姓併記された住民票、運転免許証、あるいはマイナンバーカード、戸籍謄本、旧姓併記された日本国旅券（パスポート）、旧姓使用を許された職場の証明書などがある。なお、戸籍謄本については機敏な個人情報である問題や閲覧性の問題がある。また、日本国旅券の旧姓併記は、必要な事情がある場合にのみ認められ、一般に認められるわけではない上、ICチップ領域には記載されない。職場の証明書については法的効力を持たない。
この旧姓通称使用には様々な問題点が指摘され、そのため、選択的夫婦別姓制度の導入についてもその賛否が議論されている。